# Goulete
Goulete ist ein osttimoresischer Ort im Suco Guiço (Verwaltungsamt Loes, Gemeinde Liquiçá). Er liegt im Südosten der Aldeia Irlelo, in einer Meereshöhe von 35 m. Goulete besteht aus einigen einzeln stehenden Häusern die inmitten von Reisfeldern an den Wegen stehen. Südlich fließt der Lóis.